# Selección de fútbol de Papúa Nueva Guinea
La selección de fútbol de Papúa Nueva Guinea es el equipo representativo del país en las competiciones oficiales. Su organización está a cargo de la Asociación de Fútbol de Papúa Nueva Guinea, perteneciente a la OFC y a la FIFA.
Obtuvo dos veces la medalla de bronce en los Juegos del Pacífico, en las ediciones de 1969 y 1987, mientras que en la Copa de las Naciones de la OFC logró el subcampeonato en 2016 tras caer con Nueva Zelanda en la final.

## Historia

### Inicios (1963-1978)
El seleccionado papú jugó su primer partido en los Juegos del Pacífico Sur 1963, en donde cayó con Fiyi 3-1 y fue eliminado. En Numea 1966 alcanzó el partido por el tercer lugar, pero lo perdió ante las Nuevas Hébridas. Tres años después llegó a la misma instancia en la siguiente edición, y derrotó al elenco fiyiano 2-1 para quedarse con la medalla de bronce.
En Papeete 1971, luego de caer en semifinales ante Nueva Caledonia, fue vapuleado 8-1 por Tahití en el juego por el tercer lugar. Cuatro años luego, en los Juegos de 1975, fue superado en fase de grupos por Tahití y Nueva Caledonia y, por ende, eliminado en primera ronda.

### La Copa Oceanía 1980 y el bronce en Numea 1987 (1979-1995)
En los Juegos del Pacífico Sur 1979 perdió en cuartos de final 3-2 contra las Islas Salomón, y en la primera fase del torneo de consolación fue derrotado 2-0 a manos de las Nuevas Hébridas. Al año siguiente afrontó la Copa Oceanía 1980, precursora de la Copa de las Naciones de la OFC, en donde a pesar de vencer al combinado de las Nuevas Hébridas, sus derrotas ante Australia y Nueva Caledonia lo dejaron afuera en primera fase.
En Apia 1983 perdió el encuentro por el tercer lugar ante la selección neocaledonia. En la edición 1987 volvió a conseguir la medalla de bronce al vencer 3-1 a Vanuatu. Aun así, en las dos ediciones posteriores, 1991 y 1995, fue eliminado en primera fase.

### Vaivenes continentales (1996-2012)
Tras la ausencia en tres ediciones de la Copa de las Naciones de la OFC, por los malos resultados obtenidos en la Copa Melanesia, clasificó al torneo de 2002. Solo pudo rescatar un punto en un empate en 0 ante las Islas Salomón y se despidió en primera ronda. En Suva 2003 tuvo una discreta participación y en cinco partidos solo rescató cuatro unidades.
Luego de no participar en Apia 2007, que servía como clasificación a la Copa de las Naciones de la OFC 2008, fue eliminado en primera fase en Numea 2011 por tener peor diferencia de gol que Tahití, con quien quedó empatado en puntos. En el campeonato oceánico 2012 empató con Fiyi y perdió con las Islas Salomón y Nueva Zelanda, volviendo a ser eliminada en fase de grupos.

### El subcampeonato en la Copa de las Naciones (2013-)
En 2015 Papúa Nueva Guinea fue designada para albergar la Copa de las Naciones de la OFC 2016. En la fase de grupos, el combinado papú empató 1-1 con Nueva Caledonia, 2-2 ante Tahití y venció 8-0 a Samoa. Luego de alcanzar la victoria en semifinales, 2-1 ante las Islas Salomón, perdió por penales ante Nueva Zelanda en la final luego de igualar 0-0 en tiempo reglamentario.

## Últimos partidos y próximos encuentros
Actualizado al último partido jugado el 21 de diciembre de 2024
| Fecha      | Ciudad         | Local               | Resultado | Visitante          | Competición                     |
| ---------- | -------------- | ------------------- | --------- | ------------------ | ------------------------------- |
| 23-11-2023 | Honiara        | Vanuatu             | 1:1       | Papúa Nueva Guinea | Juegos del Pacífico 2023        |
| 27-11-2023 | Honiara        | Papúa Nueva Guinea  | 3:0       | Islas Cook         | Juegos del Pacífico 2023        |
| 30-11-2023 | Honiara        | Tahití              | 2:0       | Papúa Nueva Guinea | Juegos del Pacífico 2023        |
| 22-03-2024 | Colombo        | Sri Lanka           | 0:0       | Papúa Nueva Guinea | FIFA Series 2024                |
| 25-03-2024 | Colombo        | Rep. Centroafricana | 4:0       | Papúa Nueva Guinea | FIFA Series 2024                |
| 16-06-2024 | Suva           | Fiyi                | 5:1       | Papúa Nueva Guinea | Copa de Naciones OFC 2024       |
| 19-06-2024 | Suva           | Tahití              | 1:1       | Papúa Nueva Guinea | Copa de Naciones OFC 2024       |
| 22-06-2024 | Suva           | Papúa Nueva Guinea  | 2:1       | Samoa              | Copa de Naciones OFC 2024       |
| 10-10-2024 | Suva           | Nueva Caledonia     | 3:1       | Papúa Nueva Guinea | Clasificación Copa Mundial 2026 |
| 14-11-2024 | Puerto Moresby | Papúa Nueva Guinea  | 3:3       | Fiyi               | Clasificación Copa Mundial 2026 |
| 17-11-2024 | Puerto Moresby | Papúa Nueva Guinea  | 1:2       | Islas Salomón      | Clasificación Copa Mundial 2026 |
| 09-12-2024 | Honiara        | (U23) Islas Salomón | 0:1       | Papúa Nueva Guinea | MSG Prime Minister's Cup 2024   |
| 15-12-2024 | Honiara        | Fiyi                | 1:1       | Papúa Nueva Guinea | MSG Prime Minister's Cup 2024   |
| 18-12-2024 | Honiara        | Islas Salomón       | 2:3       | Papúa Nueva Guinea | MSG Prime Minister's Cup 2024   |
| 21-12-2024 | Honiara        | Papúa Nueva Guinea  | 2:1       | Vanuatu            | MSG Prime Minister's Cup 2024   |

## Uniformes
| 1996 Local | 2002 Local | 2004 | 2011 Local | 2014 Local | 2014 Visita | 2015 Local | 2015 Visita |

| 2017 Local | 2017 Visita | 2022 Local | 2022 Visita | 2022 Tercer | 2024 Local | 2024 Visita |

Fuentes:

## Jugadores

### Última Convocatoria
Lista de jugadores para el partido por la clasificación de OFC para la Copa Mundial de Fútbol de 2026 ante  Nueva Caledonia el 10 de octubre de 2024.
| No. | Pos. | Jugador          | Fecha de nacimiento (edad)         | Apa. | Goles | Club              |
| --- | ---- | ---------------- | ---------------------------------- | ---- | ----- | ----------------- |
|     | POR  | Ronald Warisan   | 20 de septiembre de 1989 (35 años) | 34   | 0     | Lae City          |
|     | POR  | Dave Tomare      | 26 de abril de 1997 (28 años)      | 3    | 0     | Hekari United     |
|     | POR  | Christinus Biasu | 2 de junio de 1995 (30 años)       | 0    | 0     | Hekari United     |
|     |      |                  |                                    |      |       |                   |
|     | DEF  | Daniel Joe       | 29 de mayo de 1990 (35 años)       | 35   | 0     | Hekari United     |
|     | DEF  | Alwin Komolong   | 2 de noviembre de 1994 (30 años)   | 28   | 2     | Queensland Lions  |
|     | DEF  | Kolu Kepo        | 15 de julio de 1993 (31 años)      | 22   | 3     | Hekari United     |
|     | DEF  | Godfrey Haro     | 30 de junio de 1998 (26 años)      | 12   | 0     | Hekari United     |
|     | DEF  | Joshua Talau     | 19 de abril de 1996 (29 años)      | 8    | 0     | Lae City          |
|     | DEF  | Arol Tateng      | 5 de abril de 1997 (28 años)       | 0    | 0     | Southern Strikers |
|     |      |                  |                                    |      |       |                   |
|     | MED  | Emmanuel Simon   | 25 de diciembre de 1992 (32 años)  | 38   | 4     | Lae City          |
|     | MED  | Yagi Yasasa      | 17 de agosto de 2000 (24 años)     | 17   | 0     | Hekari United     |
|     | MED  | Rex Naime        | 23 de octubre de 2003 (21 años)    | 9    | 0     | Hekari United     |
|     | MED  | Simon Oberth     | 1 de enero de 2001 (24 años)       | 9    | 0     | Hekari United     |
|     | MED  | Kenneth Arah     | 15 de enero de 1996 (29 años)      | 5    | 0     | Gulf Komara       |
|     | MED  | Joseph Joe       | 14 de junio de 2002 (23 años)      | 5    | 1     | Hekari United     |
|     | MED  | Bruce Tiampo     | 25 de julio de 2002 (22 años)      | 3    | 0     | Lae City          |
|     | MED  | Shane Sakael     | 31 de diciembre de 1992 (32 años)  | 2    | 0     | Hekari United     |
|     |      |                  |                                    |      |       |                   |
|     | DEL  | Raymond Gunemba  | 4 de junio de 1986 (39 años)       | 32   | 14    | Lae City          |
|     | DEL  | Tommy Semmy      | 30 de septiembre de 1994 (30 años) | 26   | 10    | Melbourne Knights |
|     | DEL  | Ati Kepo         | 15 de enero de 1996 (29 años)      | 22   | 8     | Hekari United     |

## Entrenadores
- Richard Tamari Nagai (1996–1997)[10][11]
- John Davani (2002)[12]
- Steve Cain (2002)[12]
- Ludwig Peka (2003–2004)[13][14]
- Marcos Gusmão (2005)[15]
- Frank Farina (2011)[16]
- Mike Keeney (2013)[17]
- Wynton Rufer (2014–2015)[18]
- Flemming Serritslev (2015–2017)[19][20][21]
- Bob Morris (2019)[22][23]
- Marcos Gusmão (2021–2022)[24]
- Harrison Kemake (2022–2023)[25][26]
- Warren Moon (2023–2024)[27][28]
- Felipe Vega-Arango (2024-2025)[29]

## Estadísticas

### Copa Mundial de Fútbol
| Copa Mundial de Fútbol | Copa Mundial de Fútbol  | Copa Mundial de Fútbol  | Copa Mundial de Fútbol  | Copa Mundial de Fútbol  | Copa Mundial de Fútbol  | Copa Mundial de Fútbol  | Copa Mundial de Fútbol  |
| Año                    | Ronda                   | J                       | G                       | E                       | P                       | GF                      | GC                      |
| ---------------------- | ----------------------- | ----------------------- | ----------------------- | ----------------------- | ----------------------- | ----------------------- | ----------------------- |
| 1930 - 1962            | No existía la selección | No existía la selección | No existía la selección | No existía la selección | No existía la selección | No existía la selección | No existía la selección |
| 1966 - 1994            | No participó            | No participó            | No participó            | No participó            | No participó            | No participó            | No participó            |
| 1998                   | No clasificó            | No clasificó            | No clasificó            | No clasificó            | No clasificó            | No clasificó            | No clasificó            |
| 2002                   | No participó            | No participó            | No participó            | No participó            | No participó            | No participó            | No participó            |
| 2006                   | No clasificó            | No clasificó            | No clasificó            | No clasificó            | No clasificó            | No clasificó            | No clasificó            |
| 2010                   | Descalificado           | Descalificado           | Descalificado           | Descalificado           | Descalificado           | Descalificado           | Descalificado           |
| 2014                   | No clasificó            | No clasificó            | No clasificó            | No clasificó            | No clasificó            | No clasificó            | No clasificó            |
| 2018                   | No clasificó            | No clasificó            | No clasificó            | No clasificó            | No clasificó            | No clasificó            | No clasificó            |
| 2022                   | No clasificó            | No clasificó            | No clasificó            | No clasificó            | No clasificó            | No clasificó            | No clasificó            |
| 2026                   | No clasificó            | No clasificó            | No clasificó            | No clasificó            | No clasificó            | No clasificó            | No clasificó            |
| 2030                   | Por disputarse          | Por disputarse          | Por disputarse          | Por disputarse          | Por disputarse          | Por disputarse          | Por disputarse          |
| 2034                   | Por disputarse          | Por disputarse          | Por disputarse          | Por disputarse          | Por disputarse          | Por disputarse          | Por disputarse          |
| Total                  | 0/23                    | -                       | -                       | -                       | -                       | -                       | -                       |

### Copa de las Naciones de la OFC
| Copa de las Naciones de la OFC | Copa de las Naciones de la OFC | Copa de las Naciones de la OFC | Copa de las Naciones de la OFC | Copa de las Naciones de la OFC | Copa de las Naciones de la OFC | Copa de las Naciones de la OFC | Copa de las Naciones de la OFC |
| Año                            | Ronda                          | J                              | G                              | E                              | P                              | GF                             | GC                             |
| ------------------------------ | ------------------------------ | ------------------------------ | ------------------------------ | ------------------------------ | ------------------------------ | ------------------------------ | ------------------------------ |
| 1973                           | No participó                   | No participó                   | No participó                   | No participó                   | No participó                   | No participó                   | No participó                   |
| 1980                           | Primera ronda                  | 3                              | 1                              | 0                              | 2                              | 6                              | 22                             |
| 1996                           | No clasificó                   | No clasificó                   | No clasificó                   | No clasificó                   | No clasificó                   | No clasificó                   | No clasificó                   |
| 1998                           | No clasificó                   | No clasificó                   | No clasificó                   | No clasificó                   | No clasificó                   | No clasificó                   | No clasificó                   |
| 2000                           | No clasificó                   | No clasificó                   | No clasificó                   | No clasificó                   | No clasificó                   | No clasificó                   | No clasificó                   |
| 2002                           | Primera ronda                  | 3                              | 0                              | 1                              | 2                              | 2                              | 12                             |
| 2004                           | No clasificó                   | No clasificó                   | No clasificó                   | No clasificó                   | No clasificó                   | No clasificó                   | No clasificó                   |
| 2008                           | Descalificado                  | Descalificado                  | Descalificado                  | Descalificado                  | Descalificado                  | Descalificado                  | Descalificado                  |
| 2012                           | Primera ronda                  | 3                              | 0                              | 1                              | 2                              | 2                              | 4                              |
| 2016                           | Subcampeón                     | 5                              | 2                              | 3                              | 0                              | 13                             | 4                              |
| 2020                           | Cancelado                      | Cancelado                      | Cancelado                      | Cancelado                      | Cancelado                      | Cancelado                      | Cancelado                      |
| 2024                           | Primera ronda                  | 3                              | 1                              | 1                              | 1                              | 4                              | 7                              |
| Total                          | 5/11                           | 17                             | 4                              | 6                              | 7                              | 27                             | 49                             |

## Otros torneos

### Fútbol en los Juegos del Pacífico
| Fútbol en los Juegos del Pacífico | Fútbol en los Juegos del Pacífico | Fútbol en los Juegos del Pacífico | Fútbol en los Juegos del Pacífico | Fútbol en los Juegos del Pacífico | Fútbol en los Juegos del Pacífico | Fútbol en los Juegos del Pacífico | Fútbol en los Juegos del Pacífico |
| Año                               | Ronda                             | J                                 | G                                 | E                                 | P                                 | GF                                | GC                                |
| --------------------------------- | --------------------------------- | --------------------------------- | --------------------------------- | --------------------------------- | --------------------------------- | --------------------------------- | --------------------------------- |
| 1963                              | Primera ronda                     | 1                                 | 0                                 | 0                                 | 1                                 | 1                                 | 3                                 |
| 1966                              | Cuarto lugar                      | 4                                 | 1                                 | 0                                 | 3                                 | 14                                | 14                                |
| 1969                              | Tercer lugar                      | 6                                 | 3                                 | 1                                 | 2                                 | 11                                | 10                                |
| 1971                              | Cuarto lugar                      | 3                                 | 1                                 | 1                                 | 1                                 | 19                                | 11                                |
| 1975                              | Primera ronda                     | 2                                 | 0                                 | 0                                 | 2                                 | 3                                 | 9                                 |
| 1979                              | Cuartos de final                  | 3                                 | 1                                 | 1                                 | 1                                 | 15                                | 3                                 |
| 1983                              | Cuarto lugar                      | 4                                 | 1                                 | 0                                 | 3                                 | 22                                | 10                                |
| 1987                              | Tercer lugar                      | 6                                 | 3                                 | 2                                 | 1                                 | 26                                | 4                                 |
| 1991                              | Primera ronda                     | 3                                 | 1                                 | 1                                 | 1                                 | 3                                 | 2                                 |
| 1995                              | Primera ronda                     | 3                                 | 1                                 | 1                                 | 1                                 | 11                                | 5                                 |
| 2003                              | Primera ronda                     | 4                                 | 1                                 | 1                                 | 2                                 | 12                                | 7                                 |
| 2007                              | Descalificado                     | Descalificado                     | Descalificado                     | Descalificado                     | Descalificado                     | Descalificado                     | Descalificado                     |
| 2011                              | Primera ronda                     | 4                                 | 2                                 | 1                                 | 1                                 | 22                                | 4                                 |
| 2015                              | Disputado por selecciones sub-23  | Disputado por selecciones sub-23  | Disputado por selecciones sub-23  | Disputado por selecciones sub-23  | Disputado por selecciones sub-23  | Disputado por selecciones sub-23  | Disputado por selecciones sub-23  |
| 2019                              | Cuarto lugar                      | 5                                 | 3                                 | 1                                 | 1                                 | 17                                | 3                                 |
| 2023                              | Sexto lugar                       | 4                                 | 2                                 | 1                                 | 1                                 | 7                                 | 3                                 |
| Total                             | 14/16                             | 52                                | 20                                | 11                                | 21                                | 183                               | 88                                |

### Copa Melanesia
| Copa Melanesia | Copa Melanesia | Copa Melanesia | Copa Melanesia | Copa Melanesia | Copa Melanesia | Copa Melanesia | Copa Melanesia |
| Año            | Ronda          | J              | G              | E              | P              | GF             | GC             |
| -------------- | -------------- | -------------- | -------------- | -------------- | -------------- | -------------- | -------------- |
| 1988           | No participó   | No participó   | No participó   | No participó   | No participó   | No participó   | No participó   |
| 1989           | Cuarto lugar   | 4              | 1              | 1              | 2              | 5              | 4              |
| 1990           | Quinto lugar   | 4              | 0              | 0              | 4              | 1              | 5              |
| 1992           | No participó   | No participó   | No participó   | No participó   | No participó   | No participó   | No participó   |
| 1994           | Tercer lugar   | 4              | 1              | 1              | 2              | 2              | 4              |
| 1998           | Cuarto lugar   | 4              | 1              | 1              | 2              | 3              | 6              |
| 2000           | Quinto lugar   | 4              | 0              | 0              | 4              | 4              | 19             |
| 2022           | Campeón        | 4              | 3              | 1              | 0              | 7              | 4              |
| 2023           | Cuarto lugar   | 3              | 0              | 0              | 3              | 2              | 7              |
| 2024           | Campeón        | 4              | 3              | 1              | 0              | 7              | 4              |
| Total          | 8/10           | 31             | 9              | 5              | 17             | 31             | 53             |

## Récord ante otras selecciones
Actualizado al 21 de diciembre de 2024.
| Rival                    | PJ  | PG | PE | PP | GF  | GC  | DIF |
| ------------------------ | --- | -- | -- | -- | --- | --- | --- |
| Australia                | 1   | 0  | 0  | 1  | 2   | 11  | –9  |
| China                    | 2   | 0  | 1  | 1  | 2   | 5   | –3  |
| China Taipéi             | 2   | 0  | 2  | 0  | 3   | 3   | 0   |
| Corea del Norte          | 1   | 0  | 0  | 1  | 0   | 4   | –4  |
| Filipinas                | 1   | 0  | 0  | 1  | 0   | 5   | –5  |
| Fiyi                     | 23  | 4  | 5  | 12 | 23  | 44  | –21 |
| Guam                     | 1   | 1  | 0  | 0  | 9   | 0   | +9  |
| Indonesia                | 2   | 1  | 0  | 1  | 3   | 8   | –5  |
| Irán                     | 1   | 0  | 0  | 1  | 1   | 8   | –7  |
| Islas Cook               | 3   | 3  | 0  | 0  | 23  | 1   | +22 |
| Islas Salomón            | 25  | 6  | 4  | 15 | 33  | 44  | –11 |
| Islas Salomón (Sub-23)   | 1   | 1  | 0  | 0  | 1   | 0   | +1  |
| Kiribati                 | 2   | 2  | 0  | 0  | 30  | 1   | +29 |
| Liberia                  | 1   | 1  | 0  | 0  | 2   | 1   | +1  |
| Malasia                  | 5   | 1  | 0  | 4  | 5   | 27  | –22 |
| Micronesia               | 1   | 1  | 0  | 0  | 10  | 0   | +10 |
| Niue                     | 1   | 1  | 0  | 0  | 19  | 0   | +19 |
| Nueva Caledonia          | 19  | 4  | 2  | 13 | 17  | 53  | –36 |
| Nueva Zelanda            | 6   | 1  | 1  | 4  | 3   | 19  | –16 |
| República Centroafricana | 1   | 0  | 0  | 1  | 0   | 4   | –4  |
| Samoa                    | 6   | 6  | 0  | 0  | 28  | 5   | +24 |
| Samoa Americana          | 3   | 3  | 0  | 0  | 37  | 0   | +37 |
| Singapur                 | 3   | 0  | 1  | 2  | 7   | 11  | –4  |
| Sri Lanka                | 1   | 0  | 1  | 0  | 0   | 0   | 0   |
| Tahití                   | 17  | 1  | 5  | 11 | 18  | 50  | –32 |
| Tailandia                | 1   | 1  | 0  | 0  | 4   | 1   | +3  |
| Tonga                    | 4   | 3  | 1  | 0  | 20  | 2   | +18 |
| Tuvalu                   | 1   | 1  | 0  | 0  | 3   | 0   | +3  |
| Vanuatu                  | 26  | 11 | 6  | 9  | 37  | 40  | –3  |
| Wallis y Futuna          | 3   | 3  | 0  | 0  | 16  | 1   | +15 |
| Total                    | 164 | 56 | 31 | 77 | 356 | 347 | +9  |

## Palmarés

#### Competiciones oficiales
- Copa de las Naciones de la OFC:
  -  Subcampeón (1): 2016

#### Regionales
- Juegos del Pacífico:
  -  Tercer lugar (2): 1969 y 1987
  -  Cuarto lugar (4): 1966, 1971, 1983 y 2019

- Copa Melanesia:
  -   Campeón (2): 2022 y 2024
  -  Tercer lugar (1): 1994
  -  Cuarto lugar (3): 1989, 1998 y 2023